# Tom Van Mol
Tom Van Mol (Dendermonde, 12 oktober 1972) is een voormalig Belgische voetballer die sinds 2010 is gestopt, als laatste kwam hij uit voor de Belgische derdeklasser FCN Sint-Niklaas.
Van Mol, een verdediger, begon in 1981 op 9-jarige leeftijd te voetballen bij Sparta Buggenhout. Een jaar later maakte Van Mol de overgang naar de Belgische club RSC Anderlecht, maar daar kon hij niet doorbreken. Van Mol vertrok in 1991 naar het Nederlandse PSV, waar hij meteen voor het eerst in het A-elftal terechtkwam. Hij voetbalde vervolgens nog voor Sparta in Nederland.
Daarna keerde Van Mol terug naar zijn vaderland, waar hij terechtkwam bij SK Lommel. In 1997 ging hij weer naar Nederland, op aanvraag van FC Utrecht. Vanaf 2004 speelde hij voor het Belgische Cercle Brugge. Op 6 mei 2008 werd bekend dat hij een contract tekende bij derdeklasser FCN Sint-Niklaas. Inmiddels is hij vaak op pad voor een kledingbedrijf en doet scoutingswerk voor RSC Anderlecht.
| Seizoen | Club             | Wedstrijden | Doelpunten | Competitie    |
| ------- | ---------------- | ----------- | ---------- | ------------- |
| 1991/92 | PSV              | 9           | 0          | Eredivisie    |
| 1992/93 | Sparta           | 34          | 2          | Eredivisie    |
| 1993-94 | PSV              | 39          | 1          | Eredivisie    |
| 1995-97 | SK Lommel        | 66          | 5          | Eerste klasse |
| 1997-04 | FC Utrecht       | 138         | 10         | Eredivisie    |
| 2004/05 | Cercle Brugge    | 31          | 1          | Eerste klasse |
| 2005/06 | Cercle Brugge    | 29          | 0          | Eerste klasse |
| 2006/07 | Cercle Brugge    | 17          | 0          | Eerste klasse |
| 2007/08 | Cercle Brugge    | 26          | 0          | Eerste klasse |
| 2008/09 | FCN Sint-Niklaas | -           | -          | Derde klasse  |
| 2009/10 | FCN Sint-Niklaas | -           | -          | Derde klasse  |
| Totaal  |                  | 363         | 19         |               |